# Whistler Olympic Park
50°8′7″N 123°7′9″V / 50.13528°N 123.11917°V
Whistler Olympic Park (engelsk) / Parc olympique de Whistler (fransk) er et skianlæg ved byen Whistler i provinsen British Columbia i Canada. Anlægget ligger i Madeley Creek i Callaghan Valley vest for Whistler, og skal være arena for langrend, skiskydning og skihop under vinter-OL i Vancouver i 2010.
Skianlægget har 14 kilometer løjper til langrend og skiskydning, to hopbakker med K125 (HS140) og K95 (HS106) (samt en provisorisk lille bakke med K20), og 20-25 kilometer andre skiløjper. Hopbakkerne har snekanoner, men ikke plastdække til sommerbrug. Opførslen af hopbakkerne startede i april 2007, og de blev officielt åbnet 15. december 2007. Hele skianlægget blev officielt åbnet 22. november 2008.